# Freiwillige Selbstkontrolle Fernsehen
Die Freiwillige Selbstkontrolle Fernsehen (FSF) ist ein gemeinnütziger Verein privater Fernsehanbieter in Deutschland mit Sitz in Berlin. Ziel der FSF ist es, einerseits durch eine Programmbegutachtung den Jugendschutzbelangen im Fernsehen gerecht zu werden und andererseits durch Publikationen, Veranstaltungen und medienpädagogische Aktivitäten den bewussteren Umgang mit den visuellen Inhalten in den Bereichen Fernsehen und Internet zu fördern. Die FSF wurde 1993 als eine weitere Einrichtung der Medienselbstkontrolle neben der Freiwilligen Selbstkontrolle der Filmwirtschaft oder dem Deutschen Presserat gegründet. Seit April 1994 lassen die Vereinsmitglieder ihre Programme bei der FSF prüfen, seit August 2003 arbeitet die FSF als anerkannte Freiwillige Selbstkontrolle im Rahmen des Jugendmedienschutz-Staatsvertrags.

## Organisation
Mitglieder sind bundesweit ausstrahlende Sender des Privatfernsehens.
Aus den Reihen der Mitglieder wird ein Vorstand gewählt. Dieser ist für das ordnungsgemäße Funktionieren der Geschäftsstelle und für die Finanzen zuständig, er hat allerdings auf die Programmprüfungen keinen Einfluss.
Ein unabhängiges Kuratorium ist zuständig für alle inhaltlichen und formalen Fragen, die mit den Prüfungen zusammenhängen, und verantwortlich für die Benennung und Weiterbildung der Prüfer. Außerdem entwickelt das Kuratorium die Prüfgrundsätze sowie Kriterien für die Programmbeurteilung. Die Mitglieder des Kuratoriums kommen aus den Bereichen Wissenschaft (Psychologie, Kommunikationswissenschaft), Medienkritik, Medienpädagogik oder dem praktischen Jugendschutz und sind von den Sendern unabhängig. Die Mitgliedssender können ebenfalls Vertreter entsenden; ihr Anteil darf jedoch nicht die Mehrheit im Kuratorium ausmachen. Die Kuratoriumsmitglieder werden von der Mitgliederversammlung gewählt.
Die Geschäftsstelle fungiert als Schnittstelle zwischen Sendern, Prüfern, den FSF-Gremien und der Öffentlichkeit und sorgt für die Umsetzung der Vereinsziele und -aufgaben nach Maßgabe des Jugendmedienschutz-Staatsvertrags (JMStV). Außerdem organisiert sie die Prüfungen der vorgelegten Inhalte aus den Bereichen Fernsehen und Internet.

## Aufbau
Die FSF arbeitet mit circa 100 unabhängigen Prüfern aus dem ganzen Bundesgebiet zusammen. Darunter befinden sich Fachleute aus den Medien- und Erziehungswissenschaften, aus Jugendämtern oder Jugendmedienzentren, von Kinder- und Jugendfilmfestivals, aus der Kunst- und Medienpädagogik, Kinderbuchautoren sowie freie Journalisten. Bei der Auswahl werden auch Angehörige gesellschaftlicher Gruppen berücksichtigt, die sich in besonderer Weise mit Fragen des Jugendschutzes befassen. Dies sind etwa Fachleute aus Jugendschutzorganisationen oder den Kirchen. Die Prüfer dürfen nicht bei ordentlichen Mitgliedern der FSF, ihren Anteilseignern oder Programmlieferanten beschäftigt sein. Sie werden für etwa sechs bis sechzehn Prüftage im Jahr nach Berlin eingeladen und nehmen dann an den Prüfausschüssen in der Geschäftsstelle teil. Um eine einheitliche Spruchpraxis zu gewährleisten, beschäftigt die FSF mehrere hauptamtliche Prüfer.

## Programmprüfung

### Antragstellung
In der Regel lassen Fernsehsender, die Mitglieder der FSF sind, ihre Sendungen durch die FSF prüfen. Es ist aber auch möglich, als externer Anbieter Inhalte von einem FSF-Ausschuss begutachten zu lassen.
Den Prüfantrag stellen die jeweiligen Jugendschutzbeauftragten der Sender. Zuvor müssen sie entscheiden, welches Programm unter den Gesichtspunkten des Jugendschutzes und für die geplante Sendezeit „nicht offensichtlich unbedenklich ist“ (§ 1 PrO-FSF). Auch die Mitglieder des Kuratoriums und die Kommission für Jugendmedienschutz (KJM), die nach dem JMStV für die Aufsicht der Sender zuständig ist, haben das Recht, Anträge auf Prüfung zu stellen.
Im Prüfantrag wird die vom Sender angestrebte Altersfreigabe (§ 5 JMStV) und die damit verbundene Sendezeit festgehalten.

### Prüfungen
„Ziel der Prüfungen ist der Schutz von Kindern und Jugendlichen vor Programmen, die geeignet sind, ihre Entwicklung oder Erziehung zu eigenverantwortlichen und gemeinschaftsfähigen Persönlichkeiten zu beeinträchtigen oder zu gefährden, sowie der Schutz vor solchen Programmen, die die Menschenwürde oder sonstige, durch das Strafgesetzbuch geschützte Rechtsgüter verletzen“ (§ 28 Prüfungsordnung - FSF (PrO-FSF), in Anlehnung an §§ 4 und 5 JMStV).
Die Programmprüfung ist der wesentliche Aufgabenbereich der FSF. Geprüft werden die Fernsehsendungen hinsichtlich des Gehalts an Gewalthandlungen und sexuellen Darstellungen sowie der Vermittlung von Einstellungen und Werten, die einer demokratischen Gesellschaftsform nicht entsprechen. Davon hängt die Altersfreigabe und damit die zulässige Sendezeit im Tages-, Abend-, Spätabend- oder Nachtprogramm ab. Vorgelegt werden bei der FSF insbesondere Anträge zu Serien, TV-Movies (die vorher weder im Kino noch auf Video erschienen sind) sowie FSK-12er Filme, die für das Tagesprogramm vorgesehen sind. Seit der Erweiterung ihrer Anerkennung als Selbstkontrolle für Telemedien (März 2012) gelten die FSF-Freigaben auch für fernsehähnliche Programme im Internet.
Die Ausschüsse, die in erster Instanz aus drei oder fünf Prüfern bestehen, diskutieren nach Sichtung des Inhalts den Antrag des Antragstellers auf der Grundlage der gesetzlichen Bestimmungen und den Kriterien der Prüfordnung. Nach § 5 des JMStV gelten folgende Sendezeitschienen:
| Sendezeitschiene   | Uhrzeit       | Altersgruppe |
| ------------------ | ------------- | --- |
| Tagesprogramm      | 6 bis 20 Uhr  | Kinder bis 12 Jahren, auch ohne Aufsicht – wenn das Wohl jüngerer Kinder dem nicht entgegensteht                                 |
| Hauptabendprogramm | 20 bis 22 Uhr | Freigabe ab 12 Jahren – Sendezeitbeschränkung ab 20.00 Uhr, wenn das Programm an der Grenze zu einer Freigabe ab 16 Jahren liegt |
| Spätabendprogramm  | 22 bis 23 Uhr | Freigabe ab 16 Jahren |
| Nachtprogramm      | 23 bis 6 Uhr  | Keine Jugendfreigabe (ab 18 Jahren)                                                                                              |

Je nach Wirkungsrisiko für Kinder und Jugendliche können die Prüfer für eine Sendung eine spätere Sendezeit festlegen, Schnittauflagen verfügen oder – wenn die Bedenken des Jugendschutzes auch durch Bearbeitung des Programms nicht zu beseitigen sind – eine Genehmigung für die Ausstrahlung verweigern.
Aufgabe der Prüfungen ist es, zu bewerten, ob visuelle Angebote Wirkungsrisiken für bestimmte Altersgruppen beinhalten. Aufgrund der weitgehenden Freiheit der Medien, die in Art. 5 unseres Grundgesetzes festgelegt ist, dürfen im Jugendschutz Qualität, Geschmack oder andere subjektive Eindrücke der Prüfenden keine Rolle spielen. Wenn die Prüfausschüsse z. B. einen Film mit Sendezeitbeschränkungen belegen, nur unter Schnittauflagen freigeben oder gar ablehnen, müssen sie plausibel begründen, dass Zuschauende bestimmter Altersgruppen durch eine Sendung beeinträchtigt werden könnten.
Bei den Prüfentscheidungen werden Ergebnisse der wissenschaftlichen Medienwirkungsforschung sowie der Entwicklungspsychologie herangezogen. Jugendschutzentscheidungen hängen aber immer auch von den Wahrnehmungen der einzelnen Prüfer ab. Eine genaue Prognose der Wirkung eines konkreten Inhalts auf alle Zuschauer kann kaum vorhergesagt werden. Das ist auch der Grund, warum ein Ausschuss mit mehreren Personen die Inhalte prüft. So können subjektive Einflüsse zumindest relativiert werden.
Bei der Beurteilung, ob ein Angebot auf Kinder oder Jugendliche entwicklungsbeeinträchtigend wirken kann, spielen mehrere Risikodimensionen eine wichtige Rolle:
- Entwicklungsbeeinträchtigung
- Entwicklungsgefährdung
- Gewaltbefürwortung und -förderung
- Übermäßige Angsterzeugung
- Sozialethische Desorientierung

Bei der Altersgruppe der ab 12-Jährigen ist der Angstdimension in der Regel weniger Gewicht beizumessen als bei jüngeren Zuschauergruppen.
Bei sogenannten Erotikfilmen steht weniger im Vordergrund, ob Zuschauer sexuell stimuliert werden könnten. Wichtig ist vielmehr, dass nicht der Eindruck entsteht, man dürfe sexuelle Wünsche gegen die Interessen des Sexualpartners durchsetzen. Das Menschenbild unserer Verfassung ist geprägt von Selbstbestimmung und Gleichberechtigung der Partner. Die Behandlung eines Menschen als Objekt sexueller Begierde und die Loslösung von zwischenmenschlichen Beziehungen, die in manchen Erotikfilmen zu finden ist, kann nach der Prüfordnung der FSF die Erziehung Jugendlicher mit Blick auf die beschriebenen Grundwerte unserer Verfassung beeinträchtigen oder gar gefährden.

### Berufungen
Wenn der Sender mit der Prüfentscheidung nicht einverstanden ist, kann er den Berufungsausschuss anrufen, der aus fünf oder sieben Prüfenden besteht. Der Berufungsausschuss kann auch vom Kuratorium oder von der KJM angerufen werden, wenn ein Prüfergebnis noch einmal verhandelt werden soll.

### Prüfentscheidungen
Welche konkreten Entscheidungen die FSF getroffen hat, wie dabei unter den Gesichtspunkten des Jugendschutzes argumentiert wird und welche Wirkungsrisiken bei einer Sendung vermutet werden, diese Fragen werden in ausgewählten Kurzbewertungen beantwortet. Bei diesen Kurzbewertungen handelt es sich nicht um die FSF-Prüfgutachten, sondern um eigens für die Veröffentlichung erstellte Versionen. Sie dienen allein der Verbraucherinformation. Dabei werden die Prüfentscheidungen folgenden Kategorien zugeordnet:
- Spielfilme
- TV-Movies
- Serien
- Reality-TV, Casting-, Coaching-Formate
- Dokumentationen, Reportage, Non-Fiction
- Erotik
- Trailer, Werbe- und Musikclips

Prüfanträge nach Kategorien (Prüfungen seit Beginn der FSF-Prüftätigkeit im April 1994 [Stand: 31. Dezember 2022])
| Geprüfte Sendungen insgesamt: | 37.961        |
| ----------------------------- | ------------- |
| Ausnahmeanträge               | 5.789 (15 %)  |
| FSK-12-Kennzeichen            | 4.606 (12 %)  |
| Erotik                        | 2.852 (8 %)   |
| Indizierte Filme (bis 2001)   | 908 (2 %)     |
| Keine Kennzeichnung           | 210 (1 %)     |
| Non-Fiction/Reality           | 8.953 (24 %)  |
| Serie                         | 12.786 (34 %) |
| Trailer                       | 727 (2 %)     |
| TV-Movies                     | 1.130 (3 %)   |

## Weitere Tätigkeiten

### Zusammenarbeit mit den Jugendschutzbeauftragten
Angesichts der großen Menge an Programmen der Mitgliedssender ist eine komplette Programmprüfung nicht möglich. Sie ist auch nicht notwendig, da viele Programme selbst bei kritischer Betrachtung mit Jugendschutz nichts zu tun haben. Jeder Sender beschäftigt mindestens einen Jugendschutzbeauftragten, der dafür sorgt, dass beim Programmeinkauf, bei Eigenproduktionen und bei der Programmplanung die Kriterien des Jugendschutzes beachtet werden. Wenn Programme unter Berücksichtigung der angestrebten Sendezeit nicht offensichtlich unbedenklich sind, legt der Jugendschutzbeauftragte sie der FSF vor.

### Jugendschutz-Hotline
Neben der fachlichen Erörterung von Wirkungsrisiken und Jugendschutzkriterien ist es für die Arbeit der FSF wichtig, die Meinung und die Kritik der Fernsehzuschauer mit einzubeziehen. Zu diesem Zweck hat der Verein eine Informations- und Beschwerdestelle eingerichtet.

### Publikationen
In verschiedenen Publikationen informiert die FSF über den Umgang mit Medien, über Ergebnisse der wissenschaftlichen Forschung zu Medienwirkungen sowie über allgemeine Themen des Jugendmedienschutzes.
Bereits seit 1997 erscheint vierteljährlich die Fachzeitschrift mediendiskurs (bis Mai 2022: tv diskurs – Verantwortung in audiovisuellen Medien), die über aktuelle Entwicklungen im Bereich des Jugendmedienschutzes, der Medienforschung und der Medienpädagogik berichtet. Zusätzlich wurden und werden viele Bücher direkt von der FSF oder mit ihrer Unterstützung herausgegeben. Als multimediale Lernangebote bieten sich die DVD-ROMs Krieg in den Medien und Faszination Medien für die praktische medienpädagogische Arbeit an. Außerdem bietet die FSF mit der Internetplattform Medienradar ein breites Angebot an Lehrmaterialien zu Medienthemen.

### Veranstaltungen

#### Medien Impuls
In Kooperation mit der Freiwilligen Selbstkontrolle Multimedia-Diensteanbieter (FSM) führt die FSF seit 2009 die Veranstaltungsreihe medien impuls durch. Hier bieten beide Selbstkontrolleinrichtungen ein Diskussionsforum zu aktuellen Entwicklungen im Medienbereich unter besonderer Berücksichtigung des Jugendmedienschutzes.

#### Sommerforum Medienkompetenz
Seit 2012 organisieren die Freiwillige Selbstkontrolle Fernsehen (FSF) und die Medienanstalt Berlin-Brandenburg (MABB) das Sommerforum Medienkompetenz. Ziel der Veranstaltungsreihe ist es, Wissenschaft und Praxis miteinander zu vernetzen.

#### Medius
Zur Förderung des wissenschaftlichen Nachwuchses wird jährlich der medius verliehen. Gemeinsam mit der Gesellschaft für Medienpädagogik und Kommunikationskultur (GMK), dem Deutschen Kinderhilfswerk (DKHW) und der Medienanstalt Berlin-Brandenburg (MABB) zeichnet die FSF Abschlussarbeiten zu Themen aus dem Medienbereich, der Medienpädagogik oder dem Jugendmedienschutz aus.